# Robert Smith (politico)
Robert Smith (Lancaster, 3 novembre 1757 – Baltimora, 26 novembre 1842) è stato un politico statunitense.
Fu il secondo segretario della marina statunitense (dal 1801 al 1809) e il sesto segretario di Stato degli Stati Uniti d'America sotto il presidente degli Stati Uniti d'America James Madison (4º presidente).

## Biografia

### Infanzia
Figlio di John e Mary Buchanan Smith, proveniva da una famiglia numerosa (erano cinque i loro figli) fra cui Samuel Smith, successivamente senatore. Partecipò alla guerra d'indipendenza americana combattendo nella battaglia di Brandywine. Si laureò all'università di Princeton (al tempo college del New Jersey)  nel 1781.

### Carriera politica
Fu rappresentante al senato del Maryland dal 1793 al 1798, e per 3 anni sino al 1801 consigliere cittadino di Baltimora.  Fu anche procuratore generale degli Stati Uniti d'America, carica ricoperta temporaneamente per pochi mesi sino all'elezione di John Breckinridge.
La sua bravura come commerciante nel traffico marittimo unita alla sua carriera politica lo portò a diventare segretario della marina statunitense, dove ottenne fama e onori.
Oppostosi aspramente al quarto segretario al tesoro degli Stati Uniti d'America Albert Gallatin, la sua elezione a segretario di Stato degli Stati Uniti d'America terminò sotto la pressione dello stesso presidente che lo elesse, per via del memorandum scritto da lui stesso contro Smith nell'aprile del 1811, e quindi il 1º aprile 1811 diede le dimissioni, dopo non aver mostrato le capacità adatte ed essere stato segretario solo di nome.
Quando si ritirò a vita privata si diede all'agricoltura, diventando proprietario di una grande fattoria.

### Altre cariche
Fu presidente della American Bible Society (ABS) dal 1813, nel 1818, divenne il presidente fondatore della Maryland Agriculture Society. Quando l'arcivescovo Carroll diede le dimissioni fu eletto rettore dell'università del Maryland

## Riconoscimenti
Il cacciatorpediniere USS Robert Smith (DD-324) deve a lui il nome.